# Roland, Iowa
Roland är en stad (city) i Story County i Iowa. Vid 2010 års folkräkning hade Roland 1 284 invånare.